# Szczutowo (Powiat Sierpecki)
Szczutowo ist ein Dorf im Powiat Sierpecki in der Woiwodschaft Masowien, Polen. Szczutowo ist Sitz der gleichnamigen Landgemeinde (gmina wiejska).

## Geographie
Szczutowo liegt ca. 45 Kilometer nördlich Płocks am Jezioro Szczutowski (See Szczutowo).

## Geschichte
Die Pfarrei Szczutowo wurde um 1415 vom Bischof von Płock Jakub z Korzkwi gegründet.
Von 1975 bis 1998 gehörte das Dorf zur Woiwodschaft Płock.

## Gemeinde

### Geographie
Die Gemeinde hat eine Flächenausdehnung von 112,0 km². 67 Prozent des Gemeindegebiets werden landwirtschaftlich genutzt, 23 Prozent sind mit Wald bedeckt.
Auf dem Gebiet der Gemeinde befinden sich der ca. 300 ha Jezioro Urszulewskie (See Urszulewo) und der 100 ha große Jezioro Szczutowskie (See Szczutowo). Durch das Gemeindegebiet verlaufen die Droga krajowa 10 und Droga wojewódzka 560. Der Bahnhof an der Bahnstrecke Kutno–Brodnica ist außer Betrieb.

### Gemeindegliederung
Zu der Gemeinde gehören 30 Ortschaften, von denen 25 Sołectwa (Schulzenämter) sind. Dieses sind Agnieszkowo, Białasy, Blinno, Blizno, Całownia, Cisse, Dąbkowa Parowa, Dziki Bór, Gorzeń, Gójsk, Grabal, Grądy, Gugoły, Józefowo, Karlewo, Łazy, Maluszyn, Modrzewie, Mościska, Mierzęcin, Podlesie, Słupia, Stara Wola, Szczechowo und Szczutowo.

## Söhne und Töchter der Stadt
- Roman Marcinkowski (* 1942), römisch-katholischer Geistlicher, emeritierter Weihbischof im Bistum Płock